# Southampton Island
Southampton Island (Inuktitut: Shugliaq)  er en stor ø ved vestsiden af mundingen til Hudsonbugten ved Foxe Basin. Den er en af de større øer i det canadiske arktiske øhav. Southampton Island, er en del af Kivalliq-regionen i Nunavut, Canada. Øens areal er angivet til 41.214 km². Det er den 34. største ø i verden og Canadas niende største ø. Den eneste bebyggelse på Southampton Island er Coral Harbour kaldet Salliq i Inuktitut, der i 2011 havde en befolkning på 834 mennesker.
Southampton Island er et af de få canadiske områder og det eneste område i Nunavut, der ikke bruger sommertid.

## Historie
Historisk set er Southampton Island kendt for sine nu uddøde indbyggere, Sadlermiut (moderne Inuktitut Sallirmiut "Indbyggere i Salliq "), som var den sidste rest af Tuniit eller Dorset-kulturen. Tuniit, en præ-inuit kultur, blev officielt uddød etnisk og kulturelt i 1902-03  da infektionssygdom dræbte hele Sallirmiut i løbet af få uger.
Øens første registrerede besøg af europæere var i 1613 da den walisiske opdagelsesrejsende Thomas Button besøgte øen. 
I begyndelsen af det 20. århundrede blev øen genbefolket af Aivilingmiut fra Repulse Bay og terskelfjorden Chesterfield, påvirket af hvalfangeren Kaptajn George Comer og andre. Andre ankom fra Baffin Island 25 år senere. John Ell, der som et lille barn rejste med sin mor Shoofly på Comers skonnert, blev til senere den mest berømte af Southampton Islands genbosatte befolkning.
Det arkæologiske sted Native Point ved mundingen af Native Bay er det største Sadlermiutsted på øen. 

## Geografi
Øen er adskilt fra Melville-halvøen af Frozen Strait. Andre farvande omkring øen inkluderer Roes Welcome Sound mod vest, Bay of Gods Mercy i sydvest, Fisher Strait i syd, Evans Strait i sydøst og Foxe Channel i øst.
Bell-halvøen ligger på den sydøstlige del af øen. Mathiassen Mountain, der ligger i Porsild-bjergene, er øens højeste top.

## Fauna
East Bay Migratory Bird Sanctuary og Harry Gibbons Migratory Bird Sanctuary ligger på øen og er vigtige ynglesteder for den snegås (Anser caerulescens caerulescens). Øen er også stedet for to vigtige fugleområder (IBA'er), Boasflodens vådområder i sydvest og East Bay/Native Bay i sydøst. Begge er vært for store sommerkolonier af snegæs, der tilsammen udgør over 10% af verdens bestand af disse, hvor Boas River-stedet alene er vært for over 500.000 individer, der yngler der. Mindre, men også vigtig, er kolonierne af knortegæs (Branta bernicla) og talrige andre polarfuglearter der. Southampton Island er et af de to vigtigste sommeropholdsted der er kendt for grønlandshvaler i Hudson Bay.

## Galleri
- Kaptajn kaptajn George Comers kort over Southampton i 1913.
- Satellitfoto montage af Southampton Island